# Rhinoclama simulans
Rhinoclama simulans is een tweekleppigensoort uit de familie van de Cuspidariidae. De wetenschappelijke naam van de soort is voor het eerst geldig gepubliceerd in 1897 door Tate.